# 109-й окремий гірсько-штурмовий батальйон (Україна)
109-й окремий гірсько-штурмовий батальйон (109 ОГШБ, в/ч А3892) — підрозділ гірської піхоти України в складі 10-ї окремої гірсько-штурмової бригади.

## Історія
Підрозділ засновано 11 грудня 2016 року у складі 10-ї окремої гірсько-штурмової бригади Збройних сил України. Дислокується у с. Крихівці м. Івано-Франківськ.
Перед поверненням зі сходу України в травні 2018 року батальйон повернув Катеринівку і ще один населений пункт під контроль України.
24 серпня 2018 року на День Незалежності України, Президент Петро Порошенко вручив бойові прапори 8-му, 108-му, 109-му окремим гірсько-штурмовим батальйонам. Таким чином 10 окрема гірсько-штурмова бригада єдина в Збройних силах України, в якій всі окремі частини мають бойові прапори.

## Командування
- (2016) Мірохін Геннадій Сергійович[3]
- (2017) Позняк Роман Вікторович[джерело?]
- (2018—2021) Бабанін Володимир Олександрович[4][5]

## Символіка
Крім загальнобригадної глави у вигляді тригір'я, 109 батальйон уживає на своєму нарукавному знакові зображення голови крука. Батальйон використовує гасло «ЗІ ЩИТОМ».

## Втрати
- 4 грудня 2017 - Рудик Юрій Володимирович, солдат
- 11 грудня 2017 -  Тимченко Володимир Юрійович, солдат
- 9 листопада 2018 -  Воробей Іван Володимирович, солдат
- 9 листопада 2018 -  Летюка Євген Валерійович, солдат
- 17 листопада 2018 -  Онофрейчук Віталій Георгійович, сержант
- 25 грудня 2018 - Євген Тоненьков [7].
- 22 травня 2019 -  Досяк Роман Мирославович, солдат; [8].
- 18 березня 2021 -  Пасєка Віктор Степанович, молодший сержант[9].
- 20 березня 2021 -  Биковський Кирило Сергійович, солдат[10].
- 26 березня 2021 -  Абрамович Максим Олександрович, старший сержант[11].
- 26 березня 2021 -  Барнич Сергій Михайлович, старший сержант [11].
- 26 березня 2021 -  Гайченко Сергій Валерійович, старший солдат [11].
- 12 квітня 2021 -  Карлійчук Ярослав Васильович, старший солдат  [12].
- 14 березня 2022 - Стельмах Володимир Володимирович,  старший лейтенант
- 15 червня 2022 -  Фартушняк Іван Валерійович, солдат [13].
- 8 серпня 2022  - Узуналов Артем, 31 рік. Сержант. Загинув під час танкового обстрілу в районі населеного пункту Зайцеве на Донеччині[14].
- 5 листопада 2022 - Витошко Володимир Петрович, старший солдат
- 4 березеня 2023 -  Пилипчук Андрій Миколайович, солдат
- 18 червня 2025 - Хруник Володимир [15]